# Agyriellopsis caeruleoatra
Agyriellopsis caeruleoatra är en svampart som beskrevs av Höhn. 1903. Agyriellopsis caeruleoatra ingår i släktet Agyriellopsis, divisionen sporsäcksvampar och riket svampar.   Inga underarter finns listade i Catalogue of Life.